# Auriol (Gardon)
Der Auriol (französisch: Ruisseau d’Auriol) ist ein kleiner Fluss im Südosten Frankreichs, der im Département Gard der Region Okzitanien nordwestlich der Stadt Nîmes verläuft.

## Geographie

### Verlauf
Der Auriol entspringt im nordwestlichen Gemeindegebiet von Domessargues, knapp an der Grenze zur benachbarten Gemeinde Saint-Bénézet, entwässert generell nach Südosten und mündet nach rund 15 Kilometern an der Gemeindegrenze von La Calmette und Saint-Chaptes als rechter Nebenfluss in den Gardon. Im Mittelteil quert der Auriol die Bahnstrecke Saint-Germain-des-Fossés–Nîmes sowie die als Schnellstraße ausgebaute Nationalstraße N106, die er dann bis zu seinem Mündungsabschnitt parallel begleitet und mehrmals unterquert.

### Orte am Fluss
(Reihenfolge in Fließrichtung)
- Domessargues
- Nozières, Gemeinde Boucoiran-et-Nozières
- Plagnol, Gemeinde Brignon
- La Grande Habitarelle, Gemeinde Moussac
- Sauzet
- Saint-Geniès-de-Malgoirès
- L’Habitarelle de la Calmette, Gemeinde La Calmette
- La Rompudes, Gemeinde Saint-Chaptes
- Le Devois, Gemeinde La Calmette